# Cayo Carenero
Cayo Carenero, es un Cayo del oeste del Mar Caribe, en el Archipiélago Los Roques, ubicado al noreste de este conjunto de islas que forman un parque nacional, que administrativamente hace parte del Territorio Insular Francisco de Miranda y de las Dependencias Federales de Venezuela.

## Geografía
Es parte de la llamada Zona Primitiva Marina (PM) un área del parque donde se permiten actividades turísticas siempre y cuando no se afecta el ecosistema de las islas y con ciertas restricciones, posee un manglar que protege sus aguas de los efectos del oleaje.
A Carenero se puede llegar por via marítima desde otros cayos, y es conocida por sus tranquilas y transparentes aguas.
Carenero se halla en la parte occidental del parque con una forma alargada y estrecha, y se ubica al oeste de cayo espenqui, al noroeste de Isla Larga, y al noreste de cayo Bequevé y Selesquí. Tiene una superficie estimada en 56 hectáreas o 0,56 kilómetros cuadrados.